# Tsehai Haile Selassie
Tsehai Haile Selassie eller Tsahai Worq, född 13 oktober 1919 i Addis Abeba, död 17 augusti 1942 i Nekemte i Etiopien, var en etiopisk prinsessa, dotter till kejsar Haile Selassie och Menen Asfaw. 
När Etiopien ockuperades av Italien 1936 följde hon sina föräldrar till England, där hon ofta visade sig offentligt med sin far och utbildade sig till sjuksköterska. Hon tog examen som barnsjuksköterska 1939. Vid återkomsten till Etiopien arbetade hon som sjuksköterska. Hon gifte sig 1941 med löjtnant Abiye Abebe. Hon avled under en förlossning, då barnet också dog.